# Deropeltis erythrocephala
Deropeltis erythrocephala är en kackerlacksart som först beskrevs av Fabricius 1781.  Deropeltis erythrocephala ingår i släktet Deropeltis och familjen storkackerlackor. Inga underarter finns listade i Catalogue of Life.